# Lotus creticus
Lotus creticus o  cuernecillo de mar es una especie, bastante polimorfa, de planta angiosperma del género Lotus en la familia Fabaceae.

## Descripción
Es una especie herbácea perenne cubierta de un denso indumento seríceo gris-plateado, con tallos de 20-70cm y  hasta de 150 cm, decumbentes o ascendentes, ramificados. Las hojas, con estípulas glandulares poco o no perceptibles, tienen 5 foliolos (los 2 inferiores simulando estípulas - que así se interpretaron durante tiempo),  obovados a elíptico-lanceolados con peciolulos muy cortos. Las inflorescencias, con una bráctea uni-trifolíolada basal y un  pedúnculo de 2-7 cm de largo, se componen de 2-7 flores de pedicelos cortos con un cáliz  bilabiado de 5 dientes triangulares agudos, los 2 laterales generalmente algo más cortos que los demás, mientras que la corola, de 1-2cm, es amarilla  con el estandarte, redondeado, ornado con finas e  incompletas venas rojizo-purpúreas en abanico (más netas en su cara interna), las alas conniventes y la quilla curvada y con  pico recto de ápice purpuráceo. El fruto es una legumbre  dehiscente de 20-40 por 2,5-4 mm, cilíndrica, recta o ligeramente incurvada, con 15-30 semillas globosas, pardas de 1,5-2 mm en una única fila e incrustadas en un denso tejido esponjoso blanquecino.

## Distribución y hábitat
Se distribuye por casi toda la región mediterránea y su hábitat exclusivo son los pastizales y matorrales de dunas y arenales costeros.

## Taxones infraespecíficos
Solo la subespecie Lotus creticus subsp. collinus (Boiss.) Holmb., non  (Boiss.) Briq. es un taxón aceptado.

## Taxonomía
La especie ha sido creada y descrita por Carlos Linneo y publicada en Species Plantarum, vol. 2, p. 775 en 1753, como Lotus cretica y con locus typicus en Siria y Creta; de allí el nombre específico

## Citología
El número de cromosomas es de 2n=28.

## Nombres vernáculos
- Castellano:  bolina de la vega, cuernecillo de mar (2), trebolina (los números entre paréntesis corresponden a la frecuencia de uso del vocablo en España).[8]

## Galería

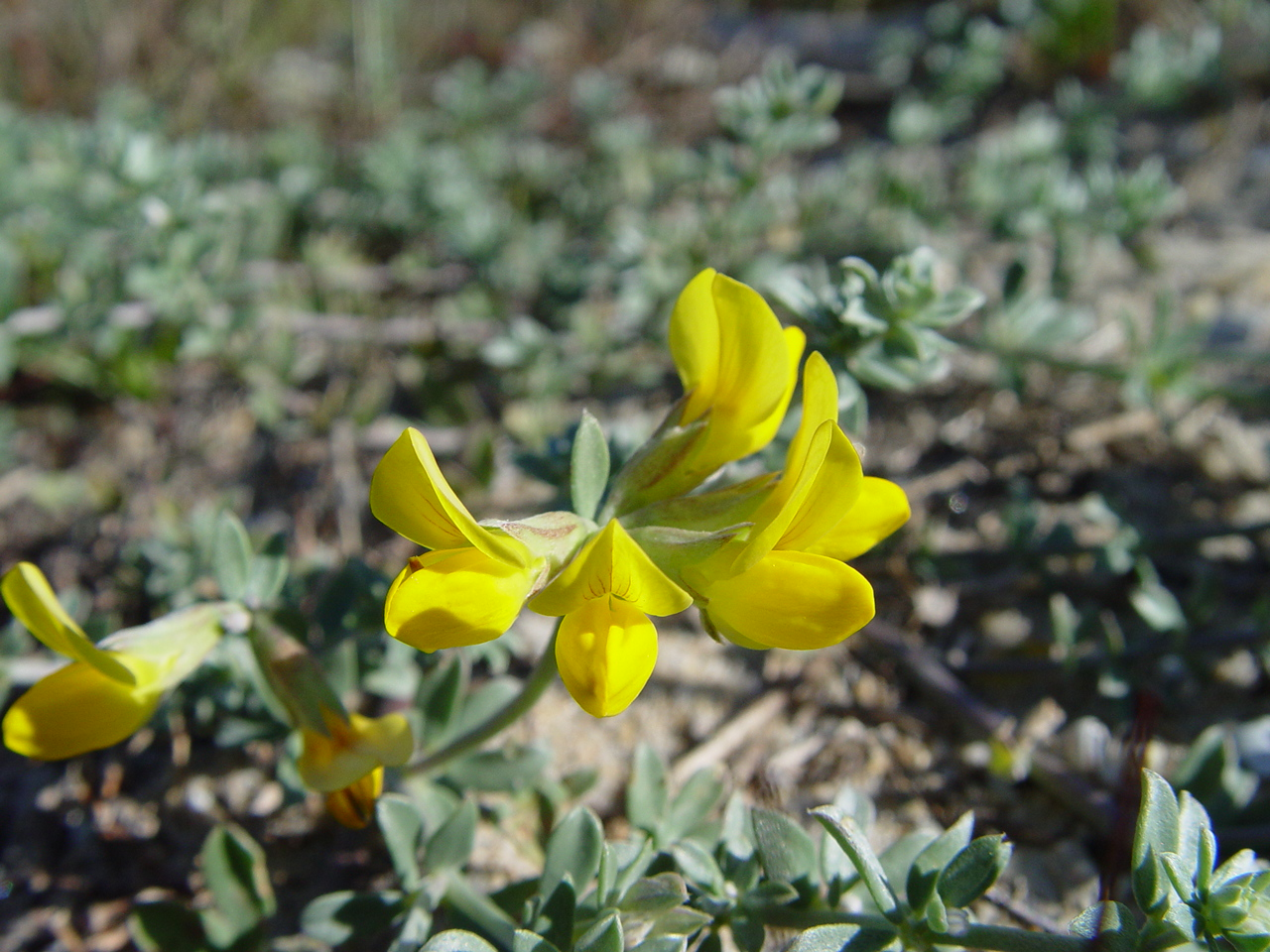
Detalle de las flores
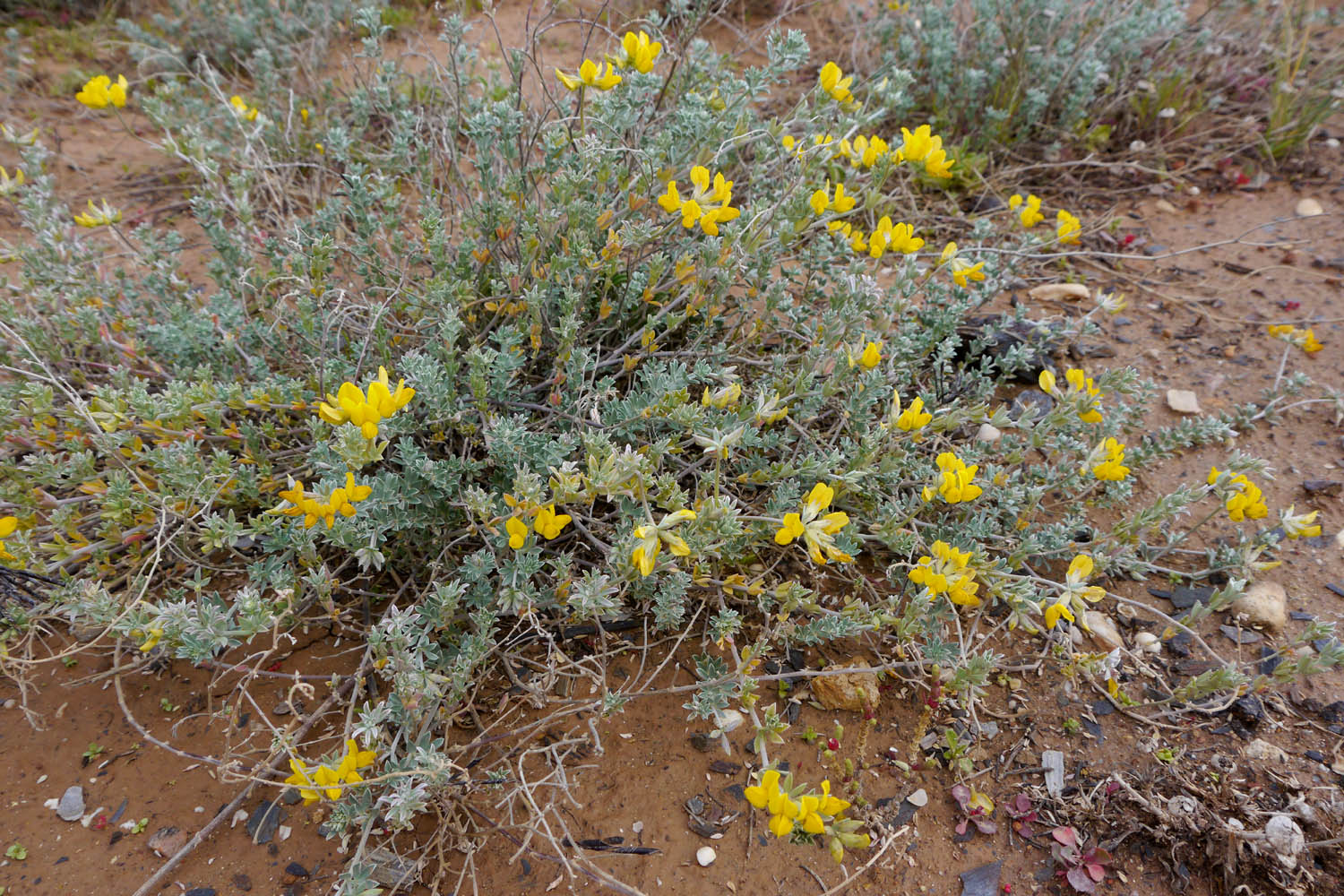
Ejemplar en las salinas de Marchamalo (Cartagena, España).
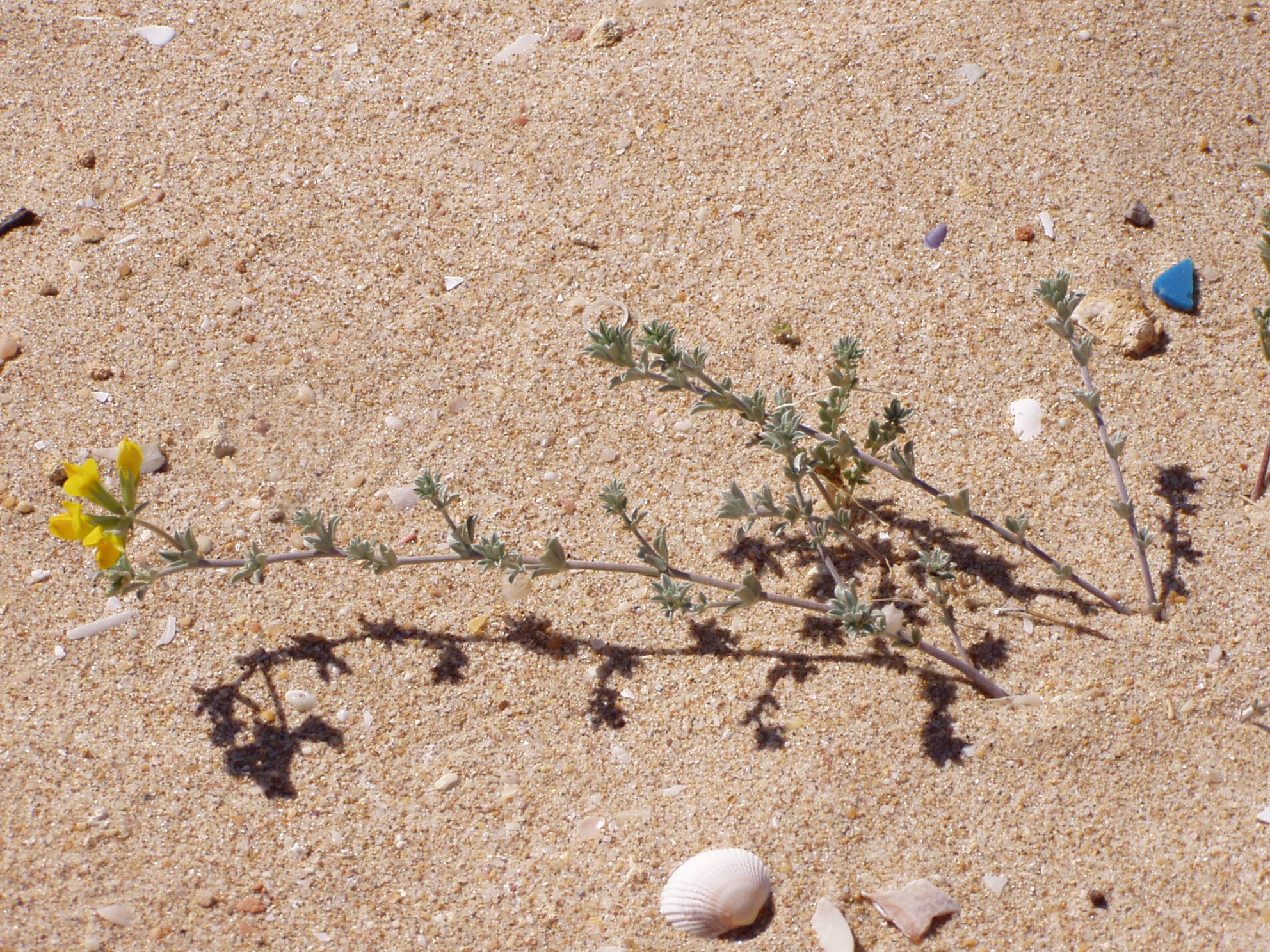
Ejemplar sobre dunas en Portugal.